# De Witt, Arkansas
Acest articol se referă la orașul De Witt din statul american Arkansas. Pentru alte sensuri ale cuvântului, vedeți De Witt (dezambiguizare).
De Witt este un oraș din Comitatul Arkansas, statul american Arkansas.  Împreună cu orașul Stuttgart, De Witt este co-sediul comitatului care poartă numele statului, Arkansas. Orașul Stuttgart este sediul districtului nordic al comitatului, în timp ce orașul De Witt este sediul districtului sudic al aceluiași comitat.